# Esfíncter velofaríngeo
O Esfíncter Velofaríngeo (EVF) corresponde à área limitada pelo palato mole, pelas
paredes laterais e posterior da faringe. Está localizado na zona de transição entre a
rinofaringe e a orofaringe. 
Compreende uma cinta muscular localizada entre a orofaringe e a nasofaringe, caracterizando-se como uma região anatômica tridimensional virtual, de difícil acesso. Falhas em seu fechamento acarretam disfunções importantes na fala e deglutição.